# All's Well That Ends Well (album)
Transition je šesti solo studijski album Steva Lukatherja, ki je izšel 11. oktobra 2010 pri založbi Mascot Records. Lukather je album posvetil svoji pokojni materi Kathy.

## Zgodovina
16. novembra je album izšel v digitalni obliki. Skladbe so bile napisane v sodelovanju z dolgoletnim sodelavcem C.J. Vanstonom, pri snemanju albuma pa so sodelovali glasbeniki, ki so sicer bili člani Lukatherjeve spremljevalne skupine. Tekstopisec Randy Goodrum, ki je z Lukatherjem sodeloval pri številnih projektih, vključno s singlom »I'll Be Over You« iz leta 1986, ki ga je posnela skupina Toto, je sodeloval pri skladbi »Brody's«. All's Well That Ends Well opisuje Lukatherjeve osebne izkušnje dveh let po izidu albuma Ever Changing Times. Kritičarka Arlene Weiss je dejala, da album predstavlja tri glasbene okuse: enega, ki »razgalja (Lukatherjevo) dušo«, enega, ki temelji na elementih popularne kulture in enega, ki izraža optimizem in entuzianizem o prihodnosti. Medtem, ko se je pri prejšnjih albumih Lukather osredotočil na pisanje glasbe in produkcijo ter je sodeloval s tekstopisci, je večino besedil tega albuma napisal sam. Lukather je album opisal kot »realen« in »pošten« odsev obdobja med letoma 2008 in 2010, ko je imel težave v zasebnem življenju.

## Seznam skladb
| Št. | Naslov                                                                | Dolžina |
| --- | --------------------------------------------------------------------- | ------- |
| 1.  | „Darkness In My World‟ (Steve Lukather, CJ Vanston)                   | 6:59    |
| 2.  | „On My Way Home‟ (Lukather, Vanston)                                  | 5:22    |
| 3.  | „Can't Look Back‟ (Lukather, Vanston)                                 | 4:43    |
| 4.  | „Don't Say It's Over‟ (Lukather, Vanston)                             | 5:39    |
| 5.  | „Flash In The Pan‟ (Lukather, Fee Waybill)                            | 4:54    |
| 6.  | „Watching The World‟ (Lukather, Vanston)                              | 4:51    |
| 7.  | „You'll Remember‟ (Lukather, Steve Weingart, Waybill)                 | 5:15    |
| 8.  | „Brody's‟ (Lukather, Randy Goodrum)                                   | 5:36    |
| 9.  | „Tumescent‟ (Lukather, Weingart, Carlitos Del Puerto, Eric Valentine) | 4:02    |

## Zasedba

### Band
- Steve Lukather – kitare, glavni in spremljevalni vokali
- CJ Vanston – klaviature
- Steve Weingart – klaviature
- Carlitos Del Puerto – bas kitara
- Eric Valentine – bobni
- Lenny Castro – tolkala
- Joseph Williams, Phil Collen, CJ Vanston – spremljevalni vokali

### Dodatni glasbeniki
- Trevor Lukather – kitare (4)
- Tina Lukather – spremljevalni vokali (1)
- Fee Waybill – spremljevalni vokali (5, 7)
- Jory Steinberg – spremljevalni vokali (1, 2, 8)
- Bernard Fowler – spremljevalni vokali (1)
- Jake Hays – ploskanje
- Glenn Berger – saksofon (2)